# 小行星9294
小行星9294（英語：9294）是一颗围绕太阳公转的小行星。1983年3月10日，E. Barr在可可尼诺县发现了此天体。
这颗小行星的绝对星等为146.58789等。